# A-1 Pictures
A-1 Pictures Inc. (株式会社エー・ワン・ピクチャーズ, Kabushiki gaisha Ē Wan Pikuchāzu) est un studio d'animation japonaise, filiale d'Aniplex, fondé en mai 2005.

## Histoire
Aniplex, filiale de Sony Music Japan, participe régulièrement à la production de séries d'animation depuis sa création en 1995. Dans la première moitié des années 2000, le nombre de séries animées produites est en pleine explosion, d'où la possibilité d'Aniplex d'animer ses propres séries au lieu de passer par d'autres studios. C'est dans ce but qu'est créé A-1 Pictures en mai 2005,.
Après avoir animé des séries pour enfants, le studio se diversifie à partir de 2007 et produit toutes sortes d'anime, de la série sportive Ōkiku Furikabutte (2007) à la tranche de vie Kannagi (2008) en passant par la science-fiction Tetsuwan Birdy Decode (2008).
Le studio sait s'entourer de grands noms de l'animation, comme le réalisateur Kazuki Akane (Vision d'Escaflowne, Noein) sur Tetsuwan Birdy Decode ou le scénariste Yousuke Kuroda sur Ōkiku Furikabutte.
Au 1er avril 2015, Tomonori Ochikoshi remplace Masuo Ueda au poste de président.
En avril 2018, A-1 Pictures a rebaptisé son Kōenji Studio sous le nom de CloverWorks, la dote de sa propre identité de marque, ce qui le distingue de celle d'Asagaya Studio,. Le 1er octobre 2018, CloverWorks s'émancipe d'A-1 Pictures, bien qu'il reste toujours une filiale d'Aniplex.

## Production

### Séries télévisées
| Année | Titre                                                | Dates de 1re diffusion | Dates de 1re diffusion | Nb. éps. | Notes |
| Année | Titre                                                | Début                  | Fin                    | Nb. éps. | Notes |
| ----- | ---------------------------------------------------- | ---------------------- | ---------------------- | -------- | --- |
| 2006  | Zenmai zamurai (en)                                  | 3 avril 2006           | 6 février 2009         | 175      | Projet original ; coproduction avec No Side.                                                                                                   |
| 2007  | Robby & Kerobby                                      | 1er avril 2007         | 30 mars 2008           | 52       | Projet original. |
| 2007  | Ōkiku furikabutte                                    | 12 avril 2007          | 27 septembre 2007      | 25       | Basée sur le manga d'Asa Higuchi. |
| 2008  | Persona: Trinity Soul                                | 5 janvier 2008         | 28 juin 2008           | 26       | Basée sur le jeu vidéo d'Atlus. |
| 2008  | Tetsuwan Birdy: Decode                               | 4 juillet 2008         | 26 septembre 2008      | 13       | Basée sur le manga de Masami Yūki. |
| 2008  | Black Butler                                         | 3 octobre 2008         | 27 mars 2009           | 24       | Basée sur le manga de Yana Toboso. |
| 2008  | Kannagi : Crazy Shrine Maidens                       | 4 octobre 2008         | 27 décembre 2008       | 13       | Basée sur le manga d'Eri Takenashi ; coproduction avec Ordet.                                                                                  |
| 2009  | Tetsuwan Birdy: Decode:02                            | 9 janvier 2009         | 27 mars 2009           | 12       | Suite de Tetsuwan Birdy: Decode. |
| 2009  | Valkyria Chronicles                                  | 4 avril 2009           | 26 septembre 2009      | 26       | Basée sur le jeu vidéo de Sega. |
| 2009  | Fairy Tail                                           | 12 octobre 2009        | 30 mars 2013           | 175      | Basée sur le manga de Hiro Mashima ; coproduction avec Satelight.                                                                              |
| 2010  | So-Ra-No-Wo-To                                       | 4 janvier 2010         | 22 mars 2010           | 12       | Projet original. |
| 2010  | Ōkiku furikabutte: Natsu no taikai-hen               | 1er avril 2010         | 24 juin 2010           | 13       | Suite de Ōkiku furikabutte. |
| 2010  | Working!! (en)                                       | 4 avril 2010           | 26 juin 2010           | 13       | Basée sur le manga de Karino Takatsu. |
| 2010  | Night Raid 1931                                      | 5 avril 2010           | 28 juin 2010           | 13       | Projet original. |
| 2010  | Black Butler II                                      | 2 juillet 2010         | 17 septembre 2010      | 12       | Suite de Black Butler. |
| 2010  | Seikimatsu Occult gakuin (ja)                        | 6 juillet 2010         | 27 septembre 2010      | 13       | Projet original. |
| 2010  | Togainu no Chi                                       | 7 octobre 2010         | 23 décembre 2010       | 12       | Basée sur le jeu vidéo de Nitro+chiral. |
| 2011  | Fractale                                             | 13 janvier 2011        | 31 mars 2011           | 11       | Projet original ; coproduction avec Ordet. |
| 2011  | Anohana                                              | 14 avril 2011          | 23 juin 2011           | 11       | Projet original. |
| 2011  | Blue Exorcist                                        | 17 avril 2011          | 2 octobre 2011         | 25       | Basée sur le manga de Kazue Kato. |
| 2011  | Uta no☆Prince-sama♪ Maji LOVE 1000% (ja)             | 3 juillet 2011         | 25 septembre 2011      | 13       | Basée sur le jeu vidéo de Broccoli. |
| 2011  | THE IDOLM@STER                                       | 8 juillet 2011         | 23 décembre 2011       | 25       | Basée sur le jeu vidéo de Bandai Namco Entertainment.                                                                                          |
| 2011  | Working'!! (en)                                      | 1er octobre 2011       | 24 décembre 2011       | 13       | Suite de Working!!. |
| 2012  | Space Brothers                                       | 1er avril 2012         | 22 mars 2014           | 99       | Basée sur le manga de Chūya Koyama. |
| 2012  | Tsuritama                                            | 13 avril 2012          | 28 juin 2012           | 12       | Projet original. |
| 2012  | Sword Art Online                                     | 8 juillet 2012         | 23 décembre 2012       | 25       | Basée sur la série de light novel de Reki Kawahara et illustrée par abec.                                                                      |
| 2012  | Chōsoku henkei Gyrozetter (ja)                       | 2 octobre 2012         | 24 septembre 2013      | 51       | Basée sur le jeu vidéo de Square Enix. |
| 2012  | Shin sekai yori                                      | 3 octobre 2012         | 27 mars 2013           | 25       | Basée sur le roman de Yūsuke Kishi. |
| 2012  | Magi: The Labyrinth of Magic                         | 7 octobre 2012         | 31 mars 2013           | 25       | Basée sur le manga de Shinobu Ohtaka. |
| 2013  | Oreshura                                             | 6 janvier 2013         | 31 mars 2013           | 13       | Basée sur la série de light novel de Yūji Yūji et illustrée par Ruroo.                                                                         |
| 2013  | Vividred Operation (ja)                              | 11 janvier 2013        | 29 mars 2013           | 12       | Projet original. |
| 2013  | Uta no☆Prince-sama♪ Maji LOVE 2000% (ja)             | 4 avril 2013           | 27 juin 2013           | 13       | Suite de Uta no☆Prince-sama♪ Maji LOVE 1000%.                                                                                                  |
| 2013  | Ore no imōto ga konna ni kawaii wake ga nai.         | 7 avril 2013           | 30 juin 2013           | 13       | Suite de Oreimo. |
| 2013  | Servant × Service                                    | 5 juillet 2013         | 27 septembre 2013      | 13       | Basée sur le manga de Karino Takatsu. |
| 2013  | Silver Spoon                                         | 11 juillet 2013        | 19 septembre 2013      | 11       | Basée sur le manga de Hiromu Arakawa. |
| 2013  | Magi: The Kingdom of Magic                           | 6 octobre 2013         | 30 mars 2014           | 25       | Suite de Magi: The Labyrinth of Magic. |
| 2013  | Galilei Donna                                        | 10 octobre 2013        | 19 décembre 2013       | 11       | Projet original. |
| 2014  | Silver Spoon II                                      | 9 janvier 2014         | 27 mars 2014           | 11       | Suite de Silver Spoon. |
| 2014  | Sekai seifuku : Le Complot de Zvezda                 | 11 janvier 2014        | 29 mars 2014           | 12       | Projet original. |
| 2014  | Nanana's Buried Treasure                             | 10 avril 2014          | 19 juin 2014           | 11       | Basée sur la série de light novel de Kazuma Ōtorino.                                                                                           |
| 2014  | Fairy Tail II                                        | 5 avril 2014           | 26 mars 2016           | 92       | Deuxième série de Fairy Tail ; coproduite avec Bridge.                                                                                         |
| 2014  | Sword Art Online II                                  | 5 juillet 2014         | 20 décembre 2014       | 24       | Suite de Sword Art Online. |
| 2014  | ΛLDNOΛH.ZERO                                         | 5 juillet 2014         | 28 mars 2015           | 24       | Projet original ; coproduction avec TROYCA. |
| 2014  | Black Butler: Book of Circus                         | 10 juillet 2014        | 11 septembre 2014      | 10       | Reboot adaptant l'arc du cirque Noah de Black Butler.                                                                                          |
| 2014  | Persona 4: The Golden Animation                      | 11 juillet 2014        | 25 septembre 2014      | 12       | Basée sur le jeu vidéo d'Atlus. |
| 2014  | Magic Kaito 1412                                     | 4 octobre 2014         | 28 mars 2015           | 24       | Basée sur le manga de Gōshō Aoyama. |
| 2014  | Seven Deadly Sins                                    | 5 octobre 2014         | 29 mars 2015           | 24       | Basée sur le manga de Nakaba Suzuki. |
| 2014  | Your Lie in April                                    | 9 octobre 2014         | 19 mars 2015           | 22       | Basée sur le manga de Naoshi Arakawa. |
| 2015  | Saenai Heroine no Sodatekata                         | 9 janvier 2015         | 27 mars 2015           | 13       | Basée sur la série de light novel de Fumiaki Maruto et illustrée par Kurehito Misaki.                                                          |
| 2015  | The IDOLM@STER Cinderella Girls                      | 9 janvier 2015         | 17 octobre 2015        | 25       | Basée sur un jeu mobile de Bandai Namco Entertainment faisant partie de la série des The IDOLM@STER.                                           |
| 2015  | Mahō shōjo Lyrical Nanoha ViVid (en)                 | 3 avril 2015           | 19 juin 2015           | 12       | Basée sur le manga de Masaki Tsuzuki. |
| 2015  | Ultimate Otaku Teacher                               | 4 avril 2015           | 26 septembre 2015      | 24       | Basée sur le manga de Takeshi Azuma. |
| 2015  | Gunslinger Stratos                                   | 4 avril 2015           | 20 juin 2015           | 12       | Basée sur le jeu vidéo de Square Enix. |
| 2015  | Uta no☆Prince-sama♪ Maji LOVE Revolutions (ja)       | 4 avril 2015           | 27 juin 2015           | 13       | Projet de la franchise Uta no Prince-sama. |
| 2015  | Gate                                                 | 4 juillet 2015         | 26 mars 2016           | 24       | Basée sur la série de light novel de Takumi Yanai.                                                                                             |
| 2015  | Working!!! (en)                                      | 4 juillet 2015         | 26 décembre 2015       | 14       | Second Suite de Working!!. |
| 2015  | The Asterisk War                                     | 3 octobre 2015         | 18 juin 2016           | 24       | Basée sur la série de light novel de Yuu Miyazaki et illustrée par Okiura.                                                                     |
| 2015  | The Perfect Insider                                  | 8 octobre 2015         | 17 décembre 2015       | 11       | Basée sur le roman de Hiroshi Mori. |
| 2016  | Erased                                               | 8 janvier 2016         | 25 mars 2016           | 12       | Basée sur le manga de Kei Sanbe. |
| 2016  | Fairy Tail Zerø                                      | 9 janvier 2016         | 12 mars 2016           | 10       | Basée sur le manga de Hiro Mashima ; coproduction avec Bridge.                                                                                 |
| 2016  | Hai to gensō no Grimgar (en)                         | 11 janvier 2016        | 28 mars 2016           | 12       | Basée sur la série de light novel d'Ao Jūmonji et illustrée par Eiri Shirai.                                                                   |
| 2016  | Ace Attorney                                         | 2 avril 2016           | 24 septembre 2016      | 24       | Basée sur le jeu vidéo de Capcom. |
| 2016  | B-Project: Kodō＊Ambitious (en)                      | 3 juillet 2016         | 25 septembre 2016      | 12       | Projet original. |
| 2016  | Qualidea Code (en)                                   | 10 juillet 2016        | 24 septembre 2016      | 12       | Projet multimédia d'après un concept original de Speakeasy (un groupe composé de Kōshi Tachibana, Sō Sagara et Wataru Watari) et de Marvelous. |
| 2016  | Seven Deadly Sins: Signs of Holy War                 | 28 août 2016           | 18 septembre 2016      | 4        | Épisodes spéciaux de Seven Deadly Sins avec un scénario original de Nakaba Suzuki.                                                             |
| 2016  | WWW.Working!! (en)                                   | 1er octobre 2016       | 24 décembre 2016       | 13       | Basée sur la série dérivée de Working!!. |
| 2016  | Uta no☆Prince-sama♪ Maji LOVE Legend Star (ja)       | 2 octobre 2016         | 24 décembre 2016       | 13       | Projet de la franchise Uta no☆Prince-sama♪. |
| 2016  | Occultic;Nine                                        | 9 octobre 2016         | 25 décembre 2016       | 12       | Basée sur la série de light novel de Chiyomaru Shikura et illustrée par pako.                                                                  |
| 2017  | Blue Exorcist: Kyoto Saga                            | 7 janvier 2017         | 25 mars 2017           | 12       | Suite de Blue Exorcist. |
| 2017  | Freaky Girls                                         | 7 janvier 2017         | 25 mars 2017           | 12       | Basée sur le manga de Petos. |
| 2017  | Granblue Fantasy The Animation                       | 2 avril 2017           | 18 juin 2017           | 12       | Basée sur le jeu vidéo de Cygames. |
| 2017  | Eromanga Sensei                                      | 9 avril 2017           | 25 juin 2017           | 12       | Basée sur la série de light novel de Tsukasa Fushimi.                                                                                          |
| 2017  | Saenai Heroine no Sodatekata♭                        | 14 avril 2017          | 23 juin 2017           | 11       | Suite de Saekano: How to Raise a Boring Girlfriend.                                                                                            |
| 2017  | Fate/Apocrypha                                       | 2 juillet 2017         | 31 décembre 2017       | 25       | Basée sur la série de light novel de Yūichirō Higashide et illustrée par Ototsugu Konoe.                                                       |
| 2017  | The Idolm@ster SideM                                 | 7 octobre 2017         | 30 décembre 2017       | 13       | Basée sur un jeu mobile de Bandai Namco Entertainment faisant partie de la série des The IDOLM@STER.                                           |
| 2017  | Blend S                                              | 8 octobre 2017         | 24 décembre 2017       | 12       | Basée sur le yonkoma de Miyuki Nakayama. |
| 2018  | Record of Grancrest War                              | 6 janvier 2018         | 23 juin 2018           | 24       | Basée sur la série de light novel de Ryō Mizuno et illustrée par Miyū.                                                                         |
| 2018  | Seven Deadly Sins: Revival of the Commandments       | 6 janvier 2018         | 30 juin 2018           | 24       | Suite de Seven Deadly Sins. |
| 2018  | Slow Start (en)                                      | 7 janvier 2018         | 25 mars 2018           | 12       | Basée sur le yonkoma de Yuiko Tokumi ; production principale de CloverWorks.                                                                   |
| 2018  | DARLING in the FRANXX                                | 13 janvier 2018        | 7 juillet 2018         | 24       | Projet original ; production principale de CloverWorks et coproduite avec Trigger.                                                             |
| 2018  | Persona 5: The Animation                             | 8 avril 2018           | 30 septembre 2018      | 26       | Basée sur le jeu vidéo d'Atlus ; production principale de CloverWorks.                                                                         |
| 2018  | Wotakoi: L'Amour, c'est compliqué pour un otaku      | 13 avril 2018          | 22 juin 2018           | 11       | Basée sur le manga de Fujita. |
| 2018  | Sword Art Online: Alicization                        | 7 octobre 2018         | 31 mars 2019           | 24       | Suite de Sword Art Online II. |
| 2018  | Fairy Tail: Final Season                             | 7 octobre 2018         | 29 septembre 2019      | 51       | Troisième série de Fairy Tail ; coproduite avec Bridge et CloverWorks.                                                                         |
| 2019  | Kaguya-sama: Love is War                             | 12 janvier 2019        | 30 mars 2019           | 12       | Basée sur le manga de Aka Akasaka. |
| 2019  | Sword Art Online: Alicization - War of Underworld    | 13 octobre 2019        | 20 septembre 2020      | 23       | Suite de Sword Art Online: Alicization. |
| 2020  | 22/7 (ja)                                            | 11 janvier 2020        | 28 mars 2020           | 12       | Projet multimédia du girl group d'idol 22/7 (ja) produit par Yasushi Akimoto, Aniplex et Sony Music Records.                                   |
| 2020  | Kaguya-sama: Love is War?                            | 11 avril 2020          | 27 juin 2020           | 12       | Suite de Kaguya-sama: Love is War. |
| 2020  | Hypnosis Mic: Division Rap Battle - Rhyme Anima (ja) | 3 octobre 2020         | 26 décembre 2020       | 13       | Dans le cadre du projet multimédia Hypnosis Mic: Division Rap Battle de King Records.                                                          |
| 2020  | Warlords of Sigrdrifa (ja)                           | 3 octobre 2020         | 26 décembre 2020       | 12       | Projet original. |
| 2021  | 86: Eighty-Six                                       | 11 avril 2021          | 19 mars 2022           | 23       | Basée sur la série de light novel écrite par Asato Asato et illustrée par Shirabi avec les design mécaniques par I-IV.                         |
| 2021  | Visual Prison (en)                                   | 8 octobre 2021         | 25 décembre 2021       | 12       | Projet original. |
| 2022  | Kaguya-sama: Love is War -Ultra Romantic-            | 8 avril 2022           | 25 juin 2022           | 13       | Suite de Kaguya-sama: Love is War?,. |
| 2022  | Lycoris Recoil                                       | 2 juillet 2022         | 24 septembre 2022      | 13       | Projet original. |
| 2022  | Engage Kiss                                          | 3 juillet 2022         | 25 septembre 2022      | 13       | Projet original. |
| 2023  | NieR: Automata Ver1.1a                               | 7 janvier 2023         | 23 juillet 2023        | 12       | Basée sur l'univers du jeu Nier: Automata. |
| 2023  | Mashle (Saison 1)                                    | 8 avril 2023           | 1er juillet 2023       | 12       | Basée sur la série de manga écrite et illustrée par Hajime Komoto.                                                                             |
| 2024  | Solo Leveling                                        | 6 janvier 2024         | À venir                | À venir  | Basée sur le webtoon Solo Leveling. |
| 2024  | Mashle (Saison 2)                                    | 6 janvier 2024         | 30 mars 2024           | 12       | Suite de la saison 1 de Mashle. |
| 2024  | Too Many Losing Heroines!                            | 14 juillet 2024        | septembre 2024         | 12       | Basée sur la série de light novel écrite par Tabiki Amamori et illustrée par Imigimuru.                                                        |
| 2024  | Sword Art Online Alternative Gun Gale Online II      | 5 octobre 2024         | 21 décembre 2024       | 12       | Suite de Sword Art Online Alternative Gun Gale Online du studio 3Hz.                                                                           |

### ONA
| Année | Titre                                        | Date(s) de sortie                | Notes                                                                |
| ----- | -------------------------------------------- | -------------------------------- | -------------------------------------------------------------------- |
| 2013  | Ore no Imōto ga Konna ni Kawaii Wake ga Nai. | 18 août 2013                     | Episode spécial faisant suite à la saison 2 de l'anime.              |
| 2016  | Brotherhood: Final Fantasy XV                | 30 mars 2016 - 30 septembre 2016 | Basé sur le jeu vidéo Final Fantasy XV. Co-produit avec Square-Enix. |

### Films
| Année | Titre                                                             | Date de sortie    | Notes                                                                                             |
| ----- | ----------------------------------------------------------------- | ----------------- | ------------------------------------------------------------------------------------------------- |
| 2010  | Welcome to the Space Show (en)                                    | 26 juin 2010      | Œuvre originale. Réalisé par Koji Masunari.                                                       |
| 2012  | Fairy Tail, le film : La prêtresse du Phœnix                      | 18 août 2012      | Premier film d'animation de Fairy Tail. Réalisé par Masaya Fujimori.                              |
| 2012  | Blue Exorcist, le film                                            | 28 décembre 2012  | Réalisé par Atsushi Takahashi.                                                                    |
| 2013  | Les Vacances de Jésus et Bouddha                                  | 10 mai 2013       | Adapté de l'œuvre de Hikaru Nakamura (mangaka). Réalisé par Noriko Takao.                         |
| 2013  | Anohana: The Flower We Saw That Day                               | 31 août 2013      | Premier film d'animation de Anohana. Réalisé par Tatsuyuki Nagai.                                 |
| 2014  | The Idolmaster Movie: Beyond the Brilliant Future! (en)           | 25 janvier 2014   | Œuvre originale. Réalisé par Atsushi Nishigori.                                                   |
| 2014  | Persona 3 The Movie: No.2 Midsummer Knight's Dream                | 7 juin 2014       | Second film d'animation de Persona 3. Réalisé par Tomohisa Taguchi.                               |
| 2014  | Space Brothers #0                                                 | 9 août 2014       | Préquelle de l'œuvre de Chūya Koyama. Réalisé par Ayumu Watanabe.                                 |
| 2015  | Persona 3 The Movie: No.3 Falling Down                            | 4 avril 2015      | Troisième film d'animation de Persona 3. Réalisé par Keitaro Motonaga.                            |
| 2015  | Jun, la voix du cœur                                              | 19 septembre 2015 | Œuvre originale. Réalisé par Tatsuyuki Nagai.                                                     |
| 2016  | Garakowa: Restore the World (en)                                  | 9 janvier 2016    | Œuvre originale. Réalisé par Masashi Ishihama.                                                    |
| 2016  | Persona 3 The Movie: No.4 Winter of Rebirth                       | 23 janvier 2016   | Quatrième film d'animation de Persona 3. Réalisé par Tomohisa Taguchi.                            |
| 2016  | Dou kyu sei - Classmates                                          | 20 février 2016   | Adaptation de l'œuvre de Asumiko Nakamura. Réalisé par Shōko Nakamura.                            |
| 2017  | Black Butler: Book of the Atlantic (en)                           | 21 janvier 2017   | Premier film d'animation de Black Butler. Réalisé par Noriyuki Abe.                               |
| 2017  | Sword Art Online: Ordinal Scale                                   | 18 février 2017   | Premier film d'animation de la licence Sword Art Online. Réalisé par Tomohiko Itō.                |
| 2017  | Fairy Tail, le film : Dragon Cry                                  | 6 mai 2017        | Second film de la licence Fairy Tail de Hiro Mashima. Réalisé par Tatsuma Minamikawa.             |
| 2018  | Seven Deadly Sins, le film : Prisoners of the Sky                 | 18 août 2018      | Basé sur l'œuvre de Nakaba Suzuki. Réalisé par Noriyuki Abe et Yasuto Nishikata.                  |
| 2019  | Uta no Prince-sama: Maji Love Kingdom                             | 14 juin 2019      | Adapté de la série de jeu vidéo Uta no Prince-sama. Réalisé par Takeshi Furuta et Tomoka Nagaoka. |
| 2020  | High School Fleet the Movie                                       | 18 janvier 2020   | Basé sur l'œuvre de Kanari Abe. Réalisé par Yū Nobuta et Jun Nakagawa.                            |
| 2020  | Love, Be Loved, Leave, Be Left                                    | 18 septembre 2020 | Basé sur l'œuvre de Io Sakisaka. Réalisé par Toshimasa Kuroyanagi.                                |
| 2021  | Sword Art Online the Movie -Progressive- Aria of a Starless Night | 30 octobre 2021   | Adaptation du light novel Sword Art Online: Progressive. Réalisé par Ayako Kōno.                  |
| 2022  | Uta no Prince-sama: Maji Love ST☆RISH Tours (en)                  | 2 septembre 2022  | Second film d'animation de la série de jeu vidéo Uta no Prince-sama.                              |
| 2022  | Sword Art Online Progressive: Scherzo of Deep Night               | 22 octobre 2022   | Suite de Sword Art Online the Movie -Progressive- Aria of a Starless Night.                       |
| 2022  | Kaguya-sama: Love is War -The First Kiss That Never Ends-         | 17 décembre 2022  | Suite de la saison 3 Kaguya-sama: Love Is War -Ultra Romantic.                                    |
| 2022  | Le Château solitaire dans le miroir                               | 23 décembre 2022  | Basé sur l'œuvre de Mizuki Tsujimura. Réalisé par Keiichi Hara.                                   |

### OVA
- Ōkiku furikabutte (1 OVA) (2007)
- Black Butler (1 OVA) (2009)
- On the Way to a Smile - Episode: Denzel Final Fantasy VII (1 OVA) (2009) (coproduite avec BeStack)
- Kannagi : Crazy Shrine Maidens (1 OVA) (2009)
- Tonari no 801-chan R (en) (1 OVA) (2009)
- So-Ra-No-Wo-To (2 OVA) (2010)
- Ōkiku furikabutte (1 OVA) (2010)
- Night Raid 1931 (3 OVA) (2010)
- Fairy Tail (9 OVA) (2011-2016)
- Valkyria Chronicles III (2 OVA) (2011)
- The Idolm@ster Shiny Festa (1 OVA) (2012)
- Les Vacances de Jésus et Bouddha (2 OVA) (2012-2013)
- Fairy Tail: Hajimari no Asa (1 OVA) (2013)[34]
- Black Butler: Book of Murder (2 OVA) (2014)
- Your Lie in April: Moments (1 OVA) (2015)
- Seven Deadly Sins (3 OAV) (2015-2018)
- Persona 5: The Animation -The Day Breakers- (1 OAV) (2016)
- Blue Exorcist: Kyoto Saga (2 OAV) (2017)
- Eromanga Sensei (1 OAV) (2019)
- Wotakoi: Youth (1 OAV) (2019)

### Clip
- Porter Robinson & Madeon - Shelter

### Autres
- Namisuke (film promotionnel) (2007)
- Lady Layton (Cinématiques du jeu vidéo) (2017)